# Lương Nghĩa
Lương Nghĩa là xã thuộc huyện Long Mỹ, tỉnh Hậu Giang, Việt Nam.

## Địa lý
Xã Lương Nghĩa nằm ở phía tây nam huyện Long Mỹ, có vị trí địa lý:
- Phía đông giáp xã Lương Tâm
- Phía nam giáp tỉnh Bạc Liêu
- Phía tây giáp tỉnh Kiên Giang
- Phía bắc giáp xã Vĩnh Viễn A.

Xã Lương Nghĩa có diện tích 30,20 km², dân số năm 2019 là 8.993 người, mật độ dân số đạt 298 người/km².
Sông Cái là ranh giới tự nhiên giữa xã Lương Nghĩa với các xã thuộc huyện Hồng Dân, tỉnh Bạc Liêu.

## Hành chính
Xã Lương Nghĩa được chia thành 6 ấp: 4, 6, 7, 8, 10, 11.

## Lịch sử
Năm 1981, xã Lương Tâm được chia tách thành hai xã là Lương Tâm và Lương Nghĩa.
Năm 1991, toàn bộ diện tích và dân số của xã Lương Nghĩa được sáp nhập vào xã Lương Tâm.
Năm 2007, xã Lương Nghĩa lại được tái lập từ xã Lương Tâm.